# Cima Mongioia
Cima Mongioia lub Riouburent, a także Bric de Rubren – szczyt w Alpach Kotyjskich, części Alp Zachodnich. Leży na granicy między Włochami (regionie Piemont) a Francją (region Prowansja-Alpy-Lazurowe Wybrzeże). Szczyt można zdobyć wychodząc z miejscowości Bellino przez Bivacco Boerio (3089 m).
Pierwszego wejścia dokonali Paul Agnel i Joseph Risoul 20 lipca 1878 r.